# Mamalilikulla

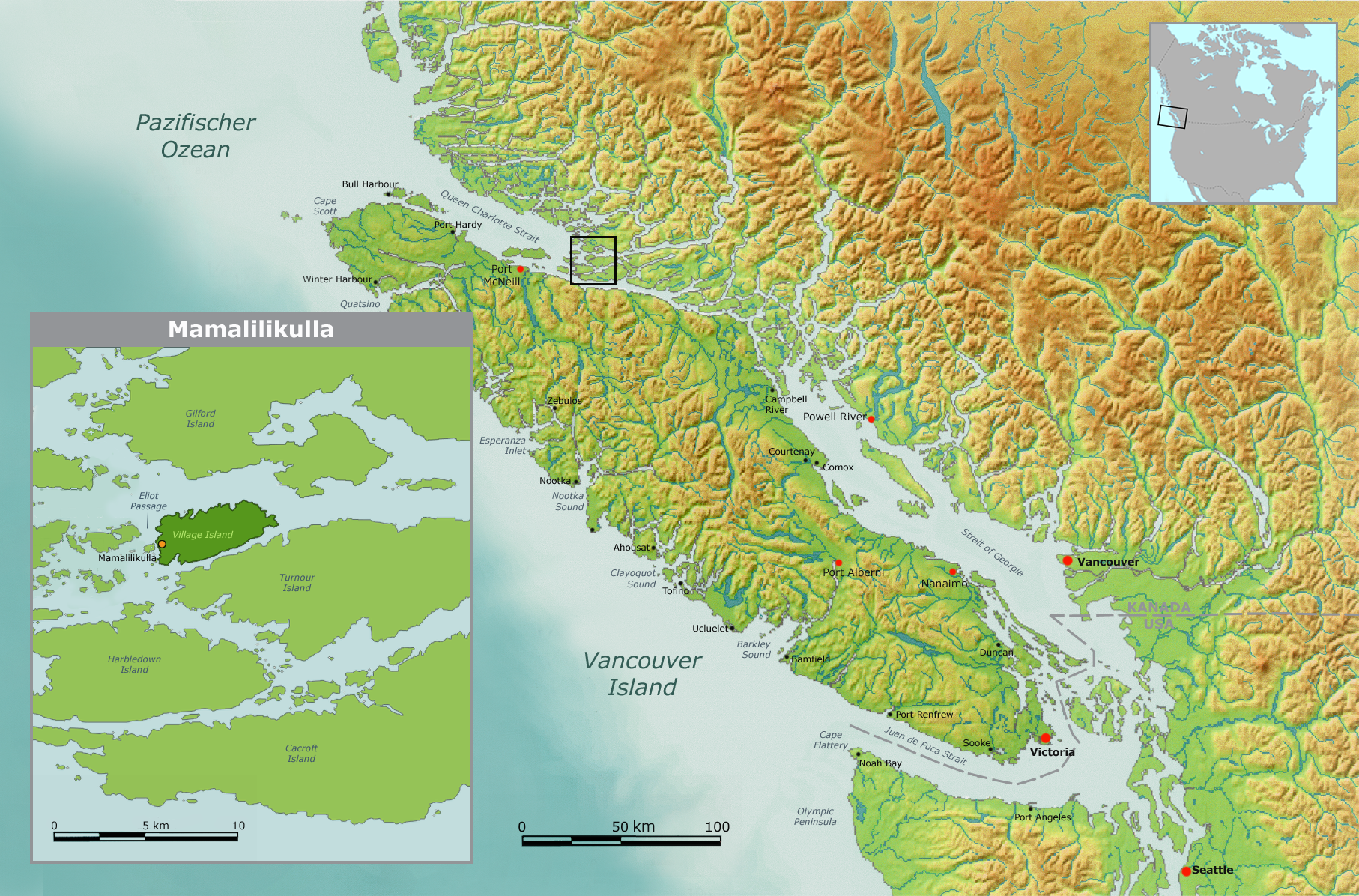
Traditionelles Territorium der Mamalilikulla

Die Mamalilikulla-Qwe'Qwa'Sot'Em oder Mamalelequala sind eine der First Nations auf Vancouver Island in der kanadischen Provinz British Columbia. Sie gehören zur Gruppe der Kwakwaka'wakw, die Kwakwala sprechen. Ihr Dialekt ist das Likwala. Der Name bedeutet wohl „beim Schwimmen gesehen“.
Im September 2014 gab es genau 413 anerkannte Mamalelequala, doch lebten von ihnen nur noch vier Männer und vier Frauen im Reservat, 54 lebten in anderen Reservaten, 351 in keinem Reservat. Die meisten leben in Alert Bay, Campbell River und Vancouver. Das Hauptreservat liegt auf Compton Island, einer Insel zwischen Vancouver Island und dem Festland von British Columbia.
Bei allen Verhandlungen wird der Stamm zusammen mit neun anderen Stämmen durch den Kwakiutl District Council vertreten. Zur Vertragsgruppe gehören neben den Mamalilikulla die First Nations der Campbell River, Cape Mudge, Comox, Da'naxda'xw, Gwa'Sala-Nakwaxda'xw, Kwakiutl, Kwiakah, Quatsino und der Tlatlasikwala.

## Geschichte

### Schöpfungslegende
Die Legende von der Erschaffung des Stammes erzählte George Dawson im Jahre 1885:
„Der Schöpfer ging von Ort zu Ort, um die Welt zu ändern und so zu gestalten, wie wir sie heute kennen. Er stand an einem Platz namens Schlangen-Behälter, als er einen Mann erblickte. Der Schöpfer beobachtete diesen Mann und sah, dass er um sich tastete, als ob er etwas suchen würde. Er war blind. So sprach ihn der Schöpfer an, und fragte ihn, was er dort tue. Der Mann antwortete, er verhungere und suche etwas zum Essen.
Der Schöpfer erwiderte darauf: ‚Tauche in das tiefe Wasser und bleibe unten, solange du kannst.‘ Und als der Mann seine Weisung befolgte, sang der Schöpfer laut: ‚Mali, Mali, Mali.‘ Als der Mann wieder an die Oberfläche kam, hörte der Schöpfer auf zu rufen und fragte ihn, ob er sehen könne. ‚Nein,‘ sagte der Mann traurig. ‚Gut, tauche noch einmal und bleibe so lange unter Wasser, wie du wirklich kannst!‘ sagte der Schöpfer. Und als der Mann ganz tief tauchte (dove!), sang der Schöpfer erneut: ‚Mali, Mali, Mali.‘ Doch der blinde Mann blieb nicht sehr lange unter Wasser. Und als er an die Oberfläche kam, sagte er dem Schöpfer, er könne noch immer nicht sehen. Doch tatsächlich konnte er doch sehen. Die Heilung des Schöpfers hatte gewirkt, doch der Schöpfer wusste es nicht.
‚Wir wollen es noch einmal versuchen,‘ sagte der Schöpfer. So tauchte der Mann ein drittes Mal, während der Schöpfer sang: ‚Mali, Mali, Mali.‘ Und der Mann tauchte so tief und so lang, dass er sogar die Ungeheuer in den tiefsten Tiefen sehen konnte. Als er an die Wasseroberfläche kam, fragte ihn der Schöpfer, ob er unsere Welt sehen könne. Der Mann antwortete, er glaube nur ein ganz kleines Licht sehen zu können, obwohl er wirklich sehr, sehr gut sehen konnte. So musste er noch einmal tauchen, und der Schöpfer rief laut ‚Mali‘, während der Mann unter Wasser war. Und sobald der Mann auftauchte, rief der Schöpfer ihm zu: ‚Dein Name soll Malilikala sein.‘
So baute Malilikala ein Haus an einem Ort namens Zwei Köpfe (oder zweiköpfig - two headed). Er war der erste der Mamalilikala.“

### Traditionelles Wohngebiet
Die Mamaleleqala-Qwe`Qua`Sot`Enox Indian Band besaß ihr traditionelles Dorf auf Village Island, das sie Mamalilaculla (bzw. auch Meem Quam Leese) nannten. Diese Insel liegt rund 25 km von Alert Bay entfernt, am Eingang des Knight Inlet und der Name bedeutet sinngemäß „Dorf mit Felsen und Inseln davor“.

### Einrichtung der Reservate
Commissioner Peter O’Reilly übereignete den Mamalilikulla 1886 entsprechend ihren Angaben ein Reservat, das aus vier Einzelreservaten bestand. Wie allen Stämmen gestand er ihnen dazu ausschließliche Fisch- und Jagdrechte auf diesem Land zu. Diese Reservate wurden 1914 durch die McKenna-McBride-Kommission bestätigt, doch wurde Compton Island mit einer Fläche von 150 Acre hinzugefügt. Ausdrücklich wurden am 14. August 1914 fünf Reservate bestätigt:
- „No.1-Mahmalillikullah, 434.25 acres;
- No.2-Meetup, 15.75 acres;
- No.3-Ahta, 17.50 acres;
- No.Kakweken, 10.00 acres, and
- No.-Dead Point, 97.00 acres“

Hingegen wurde 1934 das Deadpoint Indian Reserve mit seinen 97 Acre ohne jede Kompensation einem benachbarten Stamm übereignet.
Katherine O’Brien und Kate Dibben führten in den 30er Jahren eine kleine Missionsstation auf der Insel. 1935 kam Hughina Harold als Krankenschwester von Victoria nach Village Island. Aus dieser Zeit stammen Briefe an ihre Mutter, die drei Jahrzehnte später, über eine Radiostation ausgestrahlt, von dem Anthropologen bzw. Ethnologen Harry Wolcott gehört wurden. Er nahm mit ihr Kontakt auf und die beiden verfassten ein Buch mit dem Titel A Kwakiutl Village and School.
In den frühen 1970er Jahren gab der Stamm sein Reservat jedoch auf, weil es inzwischen unter der Leitung von Indian Affairs weder Schulausbildung, noch sonstige Einrichtungen gab. Die wenigen Bewohner wurden bis dahin von den 'Namgis mit Wasser versorgt.
Der Stamm änderte 1985 den Namen von Mamalillikulla in Mamalilikulla-Qwe'Qwa'Sot'Em. In dieser Zeit begannen erste Studien zu Culturally Modified Trees auf verschiedenen Inseln, vor allem auf Hanson Island. Dazu kamen Orca-Studien entlang der häufig von diesen Meeressäugern aufgesuchten Johnstone Strait.

## Aktuelle Situation
1995 klagte der Stamm gegen die Enteignung seines Reservats von 1934. Es dauerte bis 2007, bis sich die Regierung bereit erklärte eine Kompensation von 1.239.270 Dollar zu leisten. Dazu sollten die Prozesskosten erstattet werden, die sich auf weitere 128.270 Dollar beliefen. Dieses Geld sollte dem Erwerb von Land gewidmet sein, das, wenn die Bedingungen erfüllt werden, wiederum als Reservat anerkannt werden soll.
2003 unterzeichnete der Stamm zusammen mit den 'Namgis und der Tlowitsis First Nation das Hanson Island Management Agreement mit dem BC Ministry of Sustainable Resource Management. Ihm folgte 2004 ein Abkommen über ein Economic Measure Agreement: Hanson Island Economic Infrastructure.
Marine Harvest, eine der größten Lachsproduzentinnen im Westen Kanadas (40 der 80.000 t Lachs aus British Columbia, die 2006 verkauft wurden, 500 Mitarbeiter) schloss 2001 bzw. 2006 Verträge zur Einrichtung von Aquakulturen mit dem Stamm. Ob die Gesellschaft zu mehr bereit ist, als Zusagen über die Erforschung von den Wildlachsen getrennter Zuchttanks zu treffen, wird die Zukunft erweisen. Inzwischen ist auch ihnen klar, dass es einen Zusammenhang zwischen zum Meer hin offener Lachszucht und den scharfen Populationseinbrüchen der Lachse gibt, wenn auch die Ursachenanalyse noch nicht abgeschlossen ist.
2007 kam die Yukusam Heritage Society, zu der neben den Mamalillikulla die 'Namgis und die Tlowitsis gehören, darin überein, dass mit verschiedenen Mitteln die Einstellung der Touristen, die vor allem als Kajakfahrer ihr Land betreten, erforscht und, falls nötig, so beeinflusst wird, dass sie mehr über die Kultur lernen und sie zugleich respektieren. Allein auf Hanson Island wurden bisher 5.000 Culturally Modified Trees entdeckt.
Derzeitiger Häuptling ist Robert Sewid.

## Reservate
Die heutigen Reservate sind Mamalilikulla 1 (175,2 ha) am Westende von Village Island an der Eliot Passage, Apsagayuh 1A (0,9 ha) am Shoal Harbour auf Gilford Island und Compton Island (56,3 ha) zwischen Harbledown und den Swanson Islands.